# Josef Unterholzner
Josef Unterholzner (* 29. Oktober 1960 in Völlan) ist ein italienischer Unternehmer und Politiker in Südtirol.

## Leben
Josef Unterholzner war beruflich als Automechaniker tätig. 1983 gründete er das Unternehmen Autotest, das er zu einem großen Zulieferer der Automobilindustrie mit mehreren hundert Mitarbeitern aufbaute. Im Jahr 2016 verkaufte er die Mehrheitsanteile der Aktiengesellschaft.
Bei der Landtagswahl in Südtirol 2018 errang Unterholzner als Kandidat des Teams Köllensperger mit 3496 Vorzugsstimmen ein Mandat für den Südtiroler Landtag und damit gleichzeitig den Regionalrat Trentino-Südtirol. 2020 trat er aufgrund interner Differenzen aus dem Team K aus, um anschließend die Landtagsfraktion Enzian zu gründen. Bei den Landtagswahlen 2023 kam seine Liste Enzian mit nur 0,7 % der Stimmen auf kein Mandat, wodurch Unterholzner die Wiederwahl verpasste.

## Autobiografie
- Geaht nit, gib’s nit : mein Weg vom Mechaniker zum Unternehmer. Tappeiner, Lana 2010, ISBN 978-88-7073-564-2.